# チェザーノ・マデルノ
チェザーノ・マデルノ（伊: Cesano Maderno）は、イタリア共和国ロンバルディア州モンツァ・エ・ブリアンツァ県にある、人口約39,000人の基礎自治体（コムーネ）。

## 地理

### 位置・広がり
モンツァ・エ・ブリアンツァ県西部に位置するコムーネで、県都モンツァから西北西へ約12km、州都ミラノから北北西へ約18km、コモから南南東へ約20kmの距離にある。

#### 隣接コムーネ
隣接するコムーネは以下の通り。
- ボヴィージオ＝マシャーゴ
- チェリアーノ・ラゲット
- コリアーテ
- デージオ
- セレーニョ
- セーヴェゾ

### 気候分類・地震分類

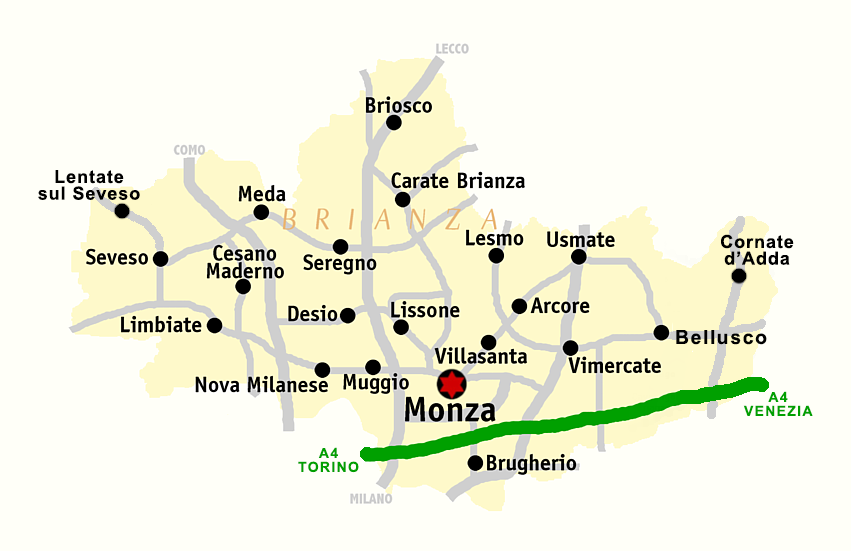
モンツァ・エ・ブリアンツァ県概略図

気候分類では、zona E, 2450 GGに分類される。
また、イタリアの地震リスク階級 (it) では、zona 4 (sismicità molto bassa) に分類される。

## 行政

### 分離集落
チェザーノ・マデルノには、以下の分離集落（フラツィオーネ）がある。
- Binzago, Cascina Gaeta, Cassina Savina, San Pio X, Sacra Famiglia, Villaggio Snia

## 姉妹都市
- ヴァランセ、フランス
- チェルニウツィー、ウクライナ
- カンポマッジョーレ、イタリア